# Santos González Roncal
Santos González Roncal (Mallén, Zaragoza, 1 de noviembre de 1873-8 de septiembre de 1936) fue uno de los "Últimos de Filipinas".

## Primeros años
Labrador de joven, fue llamado a filas y se incorporó al Batallón Disciplinario de Melilla, donde sirvió durante tres años. En 1897 se presentó voluntario para ir a Filipinas, siendo destinado a Manila. Posteriormente, fue incorporado al Batallón Expedicionario de Cazadores n.º 2.
Tras la paz de Biak-na-Bato, aparentemente sofocada la revolución filipina, el gobierno decidió sustituir los 400 hombres del mayor Génova, en Baler, por el pequeño destacamento de 50 hombres al mando de Juan Alonso Zayas.

## El sitio de Baler
A principios de 1898, González embarcó en Manila rumbo a Baler, donde llegó en febrero, junto al comandante del destacamento, el teniente Juan Alonso Zayas, el teniente Saturnino Martín Cerezo y el recién nombrado gobernador civil y militar del Distrito el Príncipe, el capitán de Infantería Enrique de las Morenas y Fossi.
A pesar de que entre Baler y Manila apenas había 100 kilómetros, las comunicaciones por tierra eran prácticamente inexistentes, siendo el barco el medio habitual para la recepción de mercancías y noticias.
Tras un breve periodo de tranquilidad, el 30 de junio de 1898, durante una patrulla rutinaria, los hombres al mando de Cerezo cayeron en una emboscada de los insurgentes filipinos, comandados por Teodorico Novicio Luna, resultando herido el cabo Jesús García Quijano y comenzando el sitio.
Los españoles se refugiaron en la iglesia del pueblo por ser el edificio más sólido y defendible en caso de prolongarse la situación, que, finalmente, duró 337 días. El 18 de octubre, Alonso murió de beriberi, tomando el mando del destacamento Martín Cerezo hasta el final del sitio, en junio de 1899, anunciado mediante toque de atención, llamada, rendición, realizado por Santos González.

## Regreso a España
El 28 de julio de 1899, embarcó en el puerto de Manila junto a los demás supervivientes, llegando a Barcelona el 1 de septiembre.
Al llegar, rechazó el ofrecimiento de seguir en el ejército y volvió a Mallén, donde se casó con Carmen Calavia Lozano, con quien tuvo seis hijos y vivió tranquilamente hasta que fue fusilado por un sargento de la Guardia Civil del bando sublevado al comienzo de la Guerra Civil, el 8 de septiembre de 1936. Sus restos descansan en el cementerio de Mallén.